# Songs from Here & Back
Songs From Here & Back es el quinto álbum que recopila material en vivo de The Beach Boys lanzado en 2006.
Fue editado por la discográfica Hallmark y sólo vendido por dos meses. El álbum contiene nueve grabaciones en vivo nunca antes editadas, así como tres grabaciones de estudio de solista, una por cada miembro sobreviviente.
La compañía Hallmark Card edita un CD con la idea de hacer un disco como promoción del Día del Padre, la mayor parte de Songs From Here & Back comprende actuaciones en directo previamente inéditas de 1974 y 1989, pero también incluye nuevas grabaciones en estudio de Brian Wilson, Mike Love y Al Jardine, "Spirit Of Rock & Roll" 2005, "Cool Head" 2005  y "PT Cruiser" 2002, respectivamente.

## Lista de canciones
| N.º | Título                                                              | Duración |  |
| 1.  | «Intro» (-)                                                         | 0:27     |  |
| 2.  | «Dance, Dance, Dance» (Brian Wilson, Carl Wilson y Mike Love)       | 2:08     |  |
| 3.  | «Wouldn't It Be Nice» (Brian Wilson, Tony Asher y Mike Love)        | 2:42     |  |
| 4.  | «Surfer Girl» (Brian Wilson)                                        | 3:01     |  |
| 5.  | «Kokomo» (John Phillips, Scott McKenzie, Mike Love y Terry Melcher) | 4:33     |  |
| 6.  | «Car Medley Intro» (-)                                              | 1:18     |  |
| 7.  | «Little Deuce Coupe» (Brian Wilson y Roger Christian)               | 1:46     |  |
| 8.  | «I Get Around» (Mike Love y Brian Wilson)                           | 2:26     |  |
| 9.  | «Good Vibrations» (Brian Wilson y Roger Christian)                  | 4:38     |  |
| 10. | «Spirit of Rock & Roll» (Brian Wilson)                              | 3:09     |  |
| 11. | «PT Cruiser» (Al Jardine)                                           | 2:47     |  |
| 12. | «Cool Head, Warm Heart» (Mike Love)                                 | 3:15     |  |